# 上海轨道交通31号线
上海市轨道交通31号线，原编号22号线，为上海的一条规划中的轨道交通路线，途径南翔-大场-吴淞。

## 简介
该线路计划走向起自南翔北站，经金迈路、丰翔路、场中路、大场机场、宝安公路、宝杨路，至吴淞口国际邮轮港，与11号线和嘉闵线在南翔站换乘，与7号线在场中路站换乘，与1号线在宝安公路站换乘，与19号线在铁山路站换乘，以及与3号线在宝杨路站换乘。

## 历史

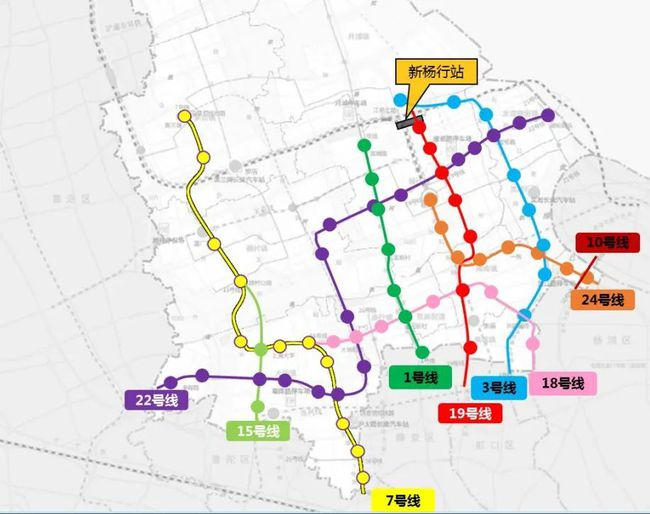
上海地铁22号线的拟定走向。

- 上海地铁22号线的拟定走向。2017年12月，上海市城市总体规划（2017-2035年）获批，其中包括22号线。

- 2025年8月18日，嘉定区政府主持的“我爱我嘉”民生系列访谈中再次提及该线，并将该线称作31号线。

1. ↑  . 南翔生活网. 2025-08-18.